# Tupaia cuafina de Borneo
La tupaia cuafina de Borneo (Dendrogale melanura) és una espècie de tupaia de la família dels tupàids. És endèmica de Borneo. El seu hàbitat natural són els boscos secs tropicals o subtropicals. Està amenaçada per la pèrdua d'hàbitat.

## Descripció
La longitud del cap i el cos és de 13 cm, amb una cua que fa 11 cm de llargada. Pesa uns 43 gr. Les parts superiors del cos són de color marró fosc, mentre les parts inferiors són de color ataronjat amb bases grises i negre brillant amb ratlles vermelloses als costats. Té el musell curt, amb grans orelles. Al voltant dels ulls hi ha anells prominents de color marró ataronjat, amb ratlles facials feblement marcades a banda i banda de la cara, que s'estenen des del musell fins a les orelles. No hi ha ratlles a les espatlles. Les urpes són notablement afilades. La cua prima està coberta de pèl fi i llis, amb enfosquiment cap a la punta.